# 도미모토촌
도미모토촌(일본어: 富本村)은 일본 교토부 후나이군에 있던 촌이다. 현재의 난탄시에 해당한다.

## 역사
- 1894년 10월 1일 - 도미노쇼촌, 혼조촌이 합병해 성립하였다.
- 1951년 4월 1일 - 소노베정에 편입, 동일 도미모토촌은 폐지되었다.

## 참고문헌
- 大日本篤農家名鑑編纂所編『大日本篤農家名鑑』大日本篤農家名鑑編纂所、1910年。
- 角川日本地名大辞典編纂委員会編『角川日本地名大辞典 26 京都府』角川書店、1982年。